# Деревцово (Забайкальский край)
Деревцо́во — село в Шелопугинском районе Забайкальского края России. Входит в состав сельского поселения «Мало-Тонтойское». Основано в 1814 году.

## География
Село находится в северной части района, на правом берегу реки Куренга, на расстоянии примерно 29 км (по прямой) к северо-востоку от села Шелопугино, административного центра района. Абсолютная высота — 647 м над уровнем моря.
Климат
Климат характеризуется как резко континентальный, с продолжительной морозной малоснежной зимой и коротким тёплым летом. Средняя многолетняя температура самого холодного месяца (января) составляет −33,6 °С (абсолютный минимум — −59 °С), температура самого тёплого (июля) — 17,7 °С (абсолютный максимум — 36 °С). Безморозный период длится в течение 74 дней. Среднегодовое количество осадков — 359 мм
Часовой пояс
Село Деревцово находится в часовой зоне МСК+6. Смещение применяемого времени относительно UTC составляет +9:00.

## Население
| 2010 | 2021 |
| ---- | ---- |
| 101  | ↘82  |

Половой состав
По данным Всероссийской переписи населения 2010 года, в гендерной структуре населения мужчины составляли 49,5 %, женщины — соответственно 50,5 %.
Национальный состав
Согласно результатам переписи 2002 года, в национальной структуре населения русские составляли 100 % из 105 чел.

## Инфраструктура
В селе действует начальная школа.